# Siaya County
Siaya County is een county en voormalig Keniaans district in de provincie Nyanza. Het district telt 480.184 inwoners (1999) en heeft een bevolkingsdichtheid van 316 inw/km². Ongeveer 2,9% van de bevolking leeft onder de armoedegrens en ongeveer 64,0% van de huishoudens heeft beschikking over elektriciteit.